# Jason Scott Lee
Jason Scott Lee (født 19. november 1966) er en amerikansk skuespiller med asiatisk udseende, bedst kendt for at spille Bruce Lee i filmen Dragon: Legenden om Bruce Lee (1993), hvor han bl.a. slås med Sven-Ole Thorsen. 
Han medvirker desuden i filmene Rapa Nui (1994), The Jungle Book (1994) og Soldier (1998), og lægger stemme til tegnefilmen Lilo & Stitch (2002).